# روبن كون (مغنية)
روبن كون (بالإنجليزية: Robin Kohn)‏ هي مغنية أمريكية، ولدت في 4 يناير 1962 في الولايات المتحدة.

## وصلات خارجية
- روبن كون على موقع IMDb (الإنجليزية)
- روبن كون على موقع قاعدة بيانات الفيلم (الإنجليزية)